# Scincosaurus
Scincosaurus là một chi động vật lưỡng cư lepospondyli tuyệt chủng thuộc về họ Scincosauridae.